# Ауриго
Ауриго, Ауриґо (італ. Aurigo, ліг. Aorigo) — муніципалітет в Італії, у регіоні Лігурія,  провінція Імперія.
Ауриго розташоване на відстані близько 440 км на північний захід від Рима, 95 км на південний захід від Генуї, 15 км на північний захід від Імперії.
Населення — 345 осіб (2014).
Щорічний фестиваль відбувається 29 червня. Покровитель — святий Павло.

## Демографія
Населення за роками:

Станом на 1 січня 2023 року в муніципалітеті офіційно проживало 29 іноземців з 6 країн, серед них 7 громадян країн Євросоюзу.

## Сусідні муніципалітети
- Боргомаро
- П'єве-ді-Теко
- Реццо